# Bremhill
Bremhill – wieś w Anglii, w hrabstwie Wiltshire. Leży 46 km na północ od miasta Salisbury i 133 km na zachód od Londynu.